# Meesterklasse 2000/01
In der Meesterklasse 2000/01 wurde die 78. niederländische Mannschaftsmeisterschaft im Schach ausgespielt. Niederländischer Mannschaftsmeister wurde Ordina/De Variant Breda, der seinen sechsten Titel in Folge gewann.
Zu den gemeldeten Mannschaftskader siehe Mannschaftskader der Meesterklasse 2000/01.

## Modus
Die 10 teilnehmenden Mannschaften spielten in der Vorrunde ein einfaches Rundenturnier. Die beiden Letzten stiegen in die Klasse 1 ab, die ersten Vier qualifizierten sich für das Play-off. Das Play-off wurde im K.-o.-System ausgetragen, es wurden alle vier Plätze ausgespielt.

## Spieltermine
Die Wettkämpfe der Vorrunde wurden ausgetragen am 18. November, 9. Dezember 2000, 6. Januar, 3. Februar, 3.,4., 24. und 25. März und 22. April 2001. Die Play-off-Wettkämpfe fanden am 24. und 25. Mai 2001 in Breda statt.

## Vorrunde
Schon vor der letzten Runde standen mit dem Titelverteidiger Ordina/De Variant Breda und der Hilversums Schaakgenootschap zwei Play-off-Teilnehmer fest, während Magnus/BSG, ESGOO Enschede und der SV Zukertort Amstelveen den dritten und vierten Platz unter sich ausmachten. Als einziger dieser drei Vereine siegte Bussum in der letzten Runde und erreichte damit wie Enschede das Play-off, an dem somit die gleichen Vereine wie im Vorjahr teilnahmen. Aus der Klasse 1 waren Schaakstad Apeldoorn und die zweite Mannschaft von Ordina/De Variant Breda aufgestiegen. Während Apeldoorn den Klassenerhalt, musste Bredas zweite Mannschaft trotz eines Sieges gegen die eigene erste Mannschaft ebenso absteigen wie SMB Nijmegen. Außerdem zog Magnus/BSG nach der Saison seine Mannschaft in die Klasse 1 zurück, so dass zur nächsten Saison ausnahmsweise drei Mannschaften in die Meesterklasse aufstiegen.

### Abschlusstabelle
| Pl.  | Verein                                     | Sp | G | U | V | MP   | Brett-P.  |
| ---- | ------------------------------------------ | -- | - | - | - | ---- | --------- |
| 01.  | Ordina/De Variant Breda I. Mannschaft (M)  | 9  | 8 | 0 | 1 | 16:2 | 63,0:27,0 |
| 02.  | Hilversums Schaakgenootschap               | 9  | 8 | 0 | 1 | 16:2 | 61,5:28,5 |
| 03.  | Magnus/BSG                                 | 9  | 5 | 1 | 3 | 11:7 | 45,0:45,0 |
| 04.  | ESGOO Enschede                             | 9  | 5 | 0 | 4 | 10:8 | 47,5:42,5 |
| 05.  | SV Zukertort Amstelveen                    | 9  | 4 | 1 | 4 | 9:9  | 45,0:45,0 |
| 06.  | Leidsch Schaakgenootschap                  | 9  | 3 | 1 | 5 | 7:11 | 39,0:51,0 |
| 07.  | Rotterdam                                  | 9  | 3 | 1 | 5 | 7:11 | 38,0:52,0 |
| 08.  | Schaakstad Apeldoorn (N)                   | 9  | 3 | 1 | 5 | 7:11 | 37,5:52,5 |
| 09.  | SMB Nijmegen                               | 9  | 2 | 1 | 6 | 5:13 | 37,0:53,0 |
| 010. | Ordina/De Variant Breda II. Mannschaft (N) | 9  | 1 | 0 | 8 | 2:16 | 36,5:53,5 |

### Entscheidungen
|     | Teilnehmer am Play-off: Ordina/De Variant Breda I. Mannschaft, Hilversums Schaakgenootschap, Magnus/BSG, ESGOO Enschede |
|     | Absteiger in die Klasse 1: Magnus/BSG (freiwilliger Rückzug), SMB Nijmegen, Ordina/De Variant Breda II. Mannschaft      |
| (M) | Meister der letzten Saison                                                                                              |
| (N) | Aufsteiger der letzten Saison                                                                                           |

### Kreuztabelle
| Ergebnisse | Ergebnisse                             | 01. | 02. | 03. | 04. | 05. | 06. | 07. | 08. | 09. | 010. |
| ---------- | -------------------------------------- | --- | --- | --- | --- | --- | --- | --- | --- | --- | ---- |
| 01.        | Ordina/De Variant Breda I. Mannschaft  |     | 6   | 8   | 6½  | 7   | 8   | 6½  | 7½  | 9   | 4½   |
| 02.        | Hilversums Schaakgenootschap           | 4   |     | 5½  | 5½  | 5½  | 9   | 8½  | 7½  | 8   | 8    |
| 03.        | Magnus/BSG                             | 2   | 4½  |     | 6½  | 6   | 5   | 6½  | 7   | 2   | 5½   |
| 04.        | ESGOO Enschede                         | 3½  | 4½  | 3½  |     | 6½  | 5½  | 6   | 4   | 7   | 7    |
| 05.        | SV Zukertort Amstelveen                | 3   | 4½  | 4   | 3½  |     | 6½  | 5   | 6½  | 6½  | 5½   |
| 06.        | Leidsch Schaakgenootschap              | 2   | 1   | 5   | 4½  | 3½  |     | 7   | 4½  | 6   | 5½   |
| 07.        | Rotterdam                              | 3½  | 1½  | 3½  | 4   | 5   | 3   |     | 6   | 6   | 5½   |
| 08.        | Schaakstad Apeldoorn                   | 2½  | 2½  | 3   | 6   | 3½  | 5½  | 4   |     | 5   | 5½   |
| 09.        | SMB Nijmegen                           | 1   | 2   | 8   | 3   | 3½  | 4   | 4   | 5   |     | 6½   |
| 10.        | Ordina/De Variant Breda II. Mannschaft | 5½  | 2   | 4½  | 3   | 4½  | 4½  | 4½  | 4½  | 3½  |      |

## Play-off

### Übersicht
|  | Halbfinale                   | Halbfinale |                              |    | Finale | Finale |
|  |                              |            |                              |    |        |        |
|  | Ordina/De Variant Breda      | 10         |                              |    |        |        |
|  | ESGOO Enschede               | 0          |                              |    |        |        |
|  |                              |            |                              |    |        |        |
|  |                              |            |                              |    |        |        |
|  | Ordina/De Variant Breda      | 6          |                              |    |        |        |
|  |                              | Magnus/BSG | 4                            |    |        |        |
|  |                              |            |                              |    |        |        |
|  | 3. Platz                     |            |                              |    |        |        |
|  |                              |            | Hilversums Schaakgenootschap | 5½ |        |        |
|  | Magnus/BSG                   | 5          | ESGOO Enschede               | 4½ |        |        |
|  | Hilversums Schaakgenootschap | 5          |                              |    |        |        |

### Halbfinale
Im Halbfinale trafen in einem Wettkampf der Vorrunde-Vierte Enschede auf den Vorrunden-Sieger Breda und im anderen Wettkampf mit Hilversum und Bussum der Zweite und Dritte der Vorrunde aufeinander. Während sich Breda mit einem 10:0 das Höchstergebnis erzielte, endete der Wettkampf zwischen Hilversum und Bussum mit 5:5; ins Finale zog Bussum ein.
| Ordina/De Variant Breda | ESGOO              | Ergebnis |
| ----------------------- | ------------------ | -------- |
| Loek van Wely           | Daniel Hausrath    | 1:0      |
| Jan Timman              | Dirk Hennig        | 1:0      |
| Vladislav Tkachiev      | Matthias Thesing   | 1:0      |
| Ivan Sokolov            | Michael Feygin     | 1:0      |
| Michail Gurewitsch      | Thomas Henrichs    | 1:0      |
| Sergej Movsesjan        | Frank Kroeze       | 1:0      |
| Joël Lautier            | Christof Sielecki  | 1:0      |
| Rafael Vaganian         | Michiel van Wissen | 1:0      |
| John van der Wiel       | Ton Ellenbroek     | 1:0      |
| Erik van den Doel       | Peter Bolwerk      | 1:0      |

| Magnus/BSG         | Hilversum SG         | Ergebnis |
| ------------------ | -------------------- | -------- |
| Hans Ree           | Jeroen Piket         | ½:½      |
| Dorian Rogozenco   | Yasser Seirawan      | 0:1      |
| Vladimir Chuchelov | Ljubomir Ljubojević  | 1:0      |
| Jeroen Bosch       | Paul van der Sterren | ½:½      |
| Igor Glek          | Matthew Sadler       | ½:½      |
| Alexei Barsov      | Friso Nijboer        | 0:1      |
| Yochanan Afek      | Yona Kosashvili      | ½:½      |
| Dimitri Reinderman | Rudy Douven          | 1:0      |
| Kick Langeweg      | Ian Rogers           | 0:1      |
| Bruno Carlier      | Dennis de Vreugt     | 1:0      |

### Finale und Spiel um Platz 3
Knappe Entscheidungen fielen im Finale und im Spiel um Platz 3. Während Hilversum mit einem 5½:4½ den dritten Platz sicherte, verteidigte Breda mit einem 6:4 den Titel.
| Ordina/De Variant Breda | Magnus/BSG         | Ergebnis |
| ----------------------- | ------------------ | -------- |
| Loek van Wely           | Igor Glek          | 1:0      |
| Jan Timman              | Jeroen Bosch       | 0:1      |
| Ivan Sokolov            | Vladimir Chuchelov | 1:0      |
| Joël Lautier            | Alexei Barsov      | 1:0      |
| Sergej Movsesjan        | Dimitri Reinderman | ½:½      |
| Vladislav Tkachiev      | Dorian Rogozenco   | ½:½      |
| Erik van den Doel       | Hans Ree           | ½:½      |
| Michail Gurewitsch      | Bruno Carlier      | 1:0      |
| Rafael Vaganian         | Yochanan Afek      | 0:1      |
| John van der Wiel       | Kick Langeweg      | ½:½      |

| Hilversum SG         | ESGOO              | Ergebnis |
| -------------------- | ------------------ | -------- |
| Jeroen Piket         | Frank Kroeze       | 1:0      |
| Yasser Seirawan      | Thomas Henrichs    | ½:½      |
| Ljubomir Ljubojević  | Michael Feygin     | 0:1      |
| Paul van der Sterren | Daniel Hausrath    | 0:1      |
| Matthew Sadler       | Dirk Hennig        | 1:0      |
| Friso Nijboer        | Christof Sielecki  | 1:0      |
| Leon Pliester        | Michiel van Wissen | 0:1      |
| Yona Kosashvili      | Matthias Thesing   | ½:½      |
| Ian Rogers           | Peter Bolwerk      | ½:½      |
| Dennis de Vreugt     | Ton Ellenbroek     | 1:0      |

### Entscheidungen
|  | Niederländischer Mannschaftsmeister: Ordina/De Variant Breda |

## Die Meistermannschaft
| 1.            | Ordina/De Variant Breda |
| Schachfiguren | Ivan Sokolov, Michail Gurewitsch, Loek van Wely, Jan Timman, Rafael Vaganian, Joël Lautier, Erik van den Doel, John van der Wiel, Frans Cuijpers, Marinus Kuijf, Manuel Bosboom, Albert Blees, Theo Hommeles, Jop Delemarre, Taco Vrenegoor, Gert Jan Timmerman, Dick de Wit, Rex van Dijken, Robert Klomp, Henk Verstappen, Pierre Smeets, Pawel Tregubow, Vladislav Tkachiev, Sergej Movsesjan. |